# Katarinahissen
Katarinahissen (svédül: A Katarina lift): felvonó Slussen közelében, Stockholmban.
1881-ben Knut Lindmark mérnök engedélyt kapott a várostól, hogy Stadsgården és Mosebacke mellett gyaloghidat és  felvonót építsen és ezáltal könnyebbé tegye a közlekedést Södermalm szigete és a Gamla Stan között.
A felvonót és a hidat a belga Lecoq & Co építette, az felvonógépezet eredeti amerikai Weeks & Halsey cég által gyártott alkatrészek voltak. 1915-ben elektromos motorra cserélték ki.